# Kay Metzger
Kay Metzger (* 5. Februar 1960 in Kiel) ist ein deutscher Regisseur und Intendant.

## Leben
Kay Metzger wuchs u. a. in Mannheim und Bonn auf. Von 1974 bis zum Abitur 1980 war er Internatsschüler am St. Fidelis-Kolleg der Kapuziner in Bensheim an der Bergstraße. Während des Studiums der Theaterwissenschaft in München begegnete er August Everding, dem er u. a. bei den Münchner Opernfestspielen und beim Ring in Warschau assistierte. 1994 inszenierte er mit Everding gemeinsam Wagners Die Meistersinger von Nürnberg am Meininger Staatstheater. Als Regieassistent war Metzger an den Theatern in Bielefeld und Essen, als Oberspielleiter u. a. am Landestheater Coburg engagiert. Er debütierte als Schauspielregisseur mit Achternbuschs Ella in Essen (1987), als Opernregisseur mit Cavalleria rusticana und Pagliacci an der Oper Krakau (1990).
1999 wurde Metzger Intendant am Nordharzer Städtebundtheater in Halberstadt und Quedlinburg, 2005 wechselte er in gleicher Funktion ans Landestheater Detmold. Sein Intendantenvertrag wurde bis zur Spielzeit 2018/2019 verlängert.
Überregionale Beachtung fanden seine Inszenierungen der Uraufführung von Giselher Klebes letzter Oper Chlestakows Wiederkehr (2008) und Richard Wagners Ring des Nibelungen (2006–2009). Metzgers Inszenierung von Christian Dietrich Grabbes Die Hermannsschlacht (2009) wurde für den Theaterpreis FAUST 2009 in der Kategorie „Beste Regie Schauspiel“ nominiert.
Seit 2011 ist Kay Metzger Vorsitzender der Landesbühnengruppe und Mitglied des Präsidiums im Deutschen Bühnenverein, außerdem Vorstandsmitglied des Landesverbands Mitte im Deutschen Bühnenverein und stellvertretender Sprecher der Intendanten in NRW.
Zur Spielzeit 2018/2019 wechselte Kay Metzger als Intendant ans Theater Ulm.

## Inszenierungen (Auswahl)
- 1987: Achternbusch: Ella, Essen
- 1990: Mascagni: Cavalleria rusticana / Leoncavallo: Pagliacci, Kraków
- 1990: Weill: Knickerbocker Holiday, Ingolstadt
- 1992: Verdi: Aida, Gdańsk
- 1992: Pohl: Karate Billi kehrt zurück, Freiberg
- 1994: Verdi: Rigoletto, Halberstadt
- 1995: Mozart: Die Entführung aus dem Serail, Coburg
- 1995: Bernstein: West Side Story, Halberstadt
- 1996: Shakespeare: Othello, Coburg
- 1996: Kander: Cabaret, Coburg
- 1997: Mozart: Die Hochzeit des Figaro, Coburg
- 1998: Henze: Elegie für junge Liebende, Coburg
- 1999: Wagner: Tannhäuser, Halberstadt
- 1999: Hartmann: Simplicissimus, Coburg
- 2000: Verdi: Aida, Bad Hersfeld
- 2001: Debussy: Pelléas und Mélisande, Halberstadt
- 2002: Loewe: My Fair Lady, Halberstadt
- 2003: Britten: Tod in Venedig, Halberstadt
- 2003: MacDermot: Hair, Halberstadt
- 2004: Wagner: Der fliegende Holländer, Halberstadt
- 2004: Hebbel: Die Nibelungen, Halberstadt
- 2005: Mozart: Don Giovanni, Detmold
- 2005: Giordano: André Chénier, Detmold
- 2006: Wagner: Die Walküre, Detmold
- 2006: Offenbach: Hoffmanns Erzählungen, Hagen
- 2007: Tabori: Goldberg-Variationen, Detmold
- 2008: Wagner: Das Rheingold, Detmold
- 2008: Klebe: Chlestakows Wiederkehr (UA), Detmold
- 2009: Wagner: Götterdämmerung, Detmold
- 2009: Wagner: Siegfried, Detmold
- 2009: Grabbe: Die Hermannsschlacht, Detmold
- 2010: Verdi: Macbeth, Detmold
- 2011: Verdi: La traviata, Detmold
- 2011: Schnitzler: Traumnovelle, Detmold
- 2011: Puccini: Tosca, Hof
- 2011: Wagner: Lohengrin, Halberstadt
- 2012: Wagner: Parsifal, Detmold
- 2012: Strauss: Elektra, Regensburg
- 2012: Bizet: Carmen, Detmold
- 2013: Hofmannsthal: Jedermann, Detmold
- 2013: Wagner: Tristan und Isolde, Detmold
- 2013: Bernstein: West Side Story, Detmold
- 2014: Benjamin: Written on Skin, Detmold (in Kooperation mit der Königlichen Oper Stockholm)
- 2015: Strauss: Salome, Detmold
- 2015: Cooney: Funny Money, Detmold
- 2016: Muno: Sogno d'un mattino di primavera (UA), Detmold
- 2016: Wagner: Die Meistersinger von Nürnberg, Detmold
- 2017: Kleist: Das Käthchen von Heilbronn, Detmold
- 2017: Wagner: Der fliegende Holländer, Detmold